# ダニーロ・ドス・サントス・ジ・オリヴェイラ
ダニーロ（Danilo）ことダニーロ・ドス・サントス・ジ・オリヴェイラ（ポルトガル語: Danilo dos Santos de Oliveira、2001年4月29日 - ）は、ブラジル・サルヴァドール出身のサッカー選手。ボタフォゴFR所属。ポジションはMF。

## クラブ歴
サルヴァドールに生まれ、ECバイーアの下部組織でサッカーを始めたが放出された。ECジャクイペンセの下部組織を経て、2017年に16歳でピトゥアスFCカジャゼイラスに加入。2018年5月5日にカンピオナート・バイアーノ・セグンダ・ディヴィソンで途中出場し17歳で選手となった。
2018年にSEパルメイラスに期限付き移籍、当初はU-17チームへ割当られた。その後U-20チームに昇格、2020年9月6日にカンピオナート・ブラジレイロ・セリエAで同じくユース出身のパトリキ・ジ・パウラに代えて途中出場し全国1部初出場を記録した。4日後の10日にパウメイラスが買取って完全移籍、5年契約を締結した。同年12月2日にコパ・リベルタドーレス2018で選手初得点を記録した。
2023年1月16日、プレミアリーグのノッティンガム・フォレストFCに移籍し、6年半契約を結んだ。
2025年7月18日、母国ブラジルのボタフォゴFRに2,500万ドルの移籍金で移籍した。

## タイトル

### クラブ
SEパルメイラス
- カンピオナート・ブラジレイロ・セリエA : 2022
- コパ・ド・ブラジル : 2020
- コパ・リベルタドーレス : 2020, 2021
- レコパ・スダメリカーナ : 2022

### 個人
- FIFAクラブワールドカップ ブロンズボール賞：2021